# San Miguel de Ixtla
San Miguel de Ixtla es una localidad del estado mexicano de Guanajuato. Es parte del municipio de Apaseo el Grande.

## Toponimia
El nombre «San Miguel» hace referencia al santo patrono de la localidad: Miguel Arcángel. El nombre «Ixtla» proviene de los términos en náhuatl: ixtli, cara; tla, colectivo. Su significado es «llanura» o «conjunto de superficies».

## Historia
La localidad de San Miguel de Ixtla fue fundada el 9 de marzo de 1551 por los caciques indígenas Juan Alexos y Juan Ximenes de la Mota. Inicialmente operó como una colonia militar bajo la jurisdicción de San Miguel el Grande. En 1640 su administración pasa a ser responsabilidad del pueblo de Apaseo.

## Demografía
| Gráfica de evolución demográfica |
|                                  |

| Censo | Población |
| ----- | --------- |
| 1900  | 805       |
| 1910  | 804       |
| 1921  | 407       |
| 1930  | 582       |
| 1940  | 454       |
| 1950  | 574       |
| 1960  | 659       |
| 1970  | 567       |
| 1980  | 625       |
| 1990  | 924       |
| 2000  | 903       |
| 2010  | 985       |
| 2020  | 1 062     |